# Trentepohlia calliope
Trentepohlia calliope är en tvåvingeart som beskrevs av Alexander 1944. Trentepohlia calliope ingår i släktet Trentepohlia och familjen småharkrankar. Inga underarter finns listade i Catalogue of Life.